# شناور تندرو تهاجمی کلاس تایگر
شناور تندرو تهاجمی کلاس تایگر (به انگلیسی: Tiger-class fast attack craft) یک کلاس از کشتی است که طول آن ۴۷ متر (۱۵۴ فوت ۲ اینچ) می‌باشد.